# Tanytarsus sylvaticus
Tanytarsus sylvaticus is een muggensoort uit de familie van de dansmuggen (Chironomidae). De wetenschappelijke naam van de soort is voor het eerst geldig gepubliceerd in 1859 door van der Wulp.